# Автокатастрофа в Мамонтовке (1966)
Автокатастрофа в Ма́монтовке — крупнейшее по числу жертв дорожно-транспортное происшествие в истории России и СССР, произошедшее утром в пятницу 17 июня 1966 года в посёлке Мамонтовка под Пушкином. Переполненный автобус, следовавший по маршруту Акулово — Пушкино, перевернулся и упал в Мамонтовский пруд, близ платформы Мамонтовская, в результате чего погибли 74 человека и ещё 11 пострадали.

## Катастрофа
В апреле 1966 года шофёр I категории Возяков Алексей Николаевич, 1941 года рождения, устроился на работу в Ивантеевское автохозяйство. 17 июня 1966 года в 6:20 утра он заступил на маршрут № 23 Акулово — Пушкино на автобусе ЗИЛ-158 (№ ЮАМ-21-90). Перед выездом был проведён техосмотр транспортного средства, никаких неисправностей выявлено не было.
Возяков успел совершить 6 рейсов по маршруту № 23, когда в 8:10 автобус в очередной раз отъехал от станции Акулово. Несмотря на то, что номинальная вместимость ЗИЛ-158 составляет 60 пассажиров, Возяков набрал 87 человек, в результате чего автобус был перегружен.
Проезжая по улице Кузнецкий мост, двигаясь вниз под небольшим наклоном со скоростью 60 км/ч (на этом участке было установлено ограничение в 30 км/ч), водитель не справился с управлением, в результате автобус проскочил остановку у поссовета, выехал на тротуар, затем перевернулся и влетел на правом боку в самый глубокий участок пруда. Из-за жары окна в автобусе были открыты, что ускорило затопление салона. Пассажирские двери оказались под водой, из-за чего большинство пассажиров не смогли выбраться самостоятельно.
Возяков никаких мер для спасения пассажиров не предпринимал. Благодаря тому, что водительская дверь оказалась над водой, он сразу же после падения покинул автобус, выбрался на берег и пешком направился к себе домой в общежитие, находившееся неподалёку, на улице Спортивная. По свидетельствам очевидцев, накануне он много выпил, и, прибежав домой, попытался сбить запах алкоголя при помощи подсолнечного масла.
В момент аварии рядом с прудом проходил курсант милиции Евгений Иванов. Он бросился в воду и сумел через раскрытые окна вытащить нескольких пассажиров, в том числе кондуктора. Затем ему удалось проникнуть в водительскую кабину и открыть пассажирские двери. Это позволило выбраться ещё нескольким пассажирам, но автобус сильнее завалился на бок и перевернулся днищем вверх.
Практически сразу на месте оказался спасательный кран из Софрино, однако при попытке поднять автобус он сам чуть не упал в пруд. Спустя полтора часа с помощью другого, более мощного, крана автобус всё-таки вытащили на берег, а прибывшие водолазы извлекли из воды оставшиеся тела погибших.
На место катастрофы выезжали начальник ГАИ РСФСР Алексей Кормильцын и шеф-куратор ГАИ по Москве и Подмосковью Сергей Гороховский.

## Последствия
Возяков 20 июня был арестован и 25 августа решением Московского областного суда был осуждён по статье 211, часть 2 УК РСФСР и приговорён к лишению свободы сроком на 10 лет. Полностью отсидел срок, после чего вернулся в Мамонтовку и на следующий день, опасаясь расправы со стороны родственников погибших, уехал вместе с семьёй. О его дальнейшей судьбе ничего неизвестно.
Геройский поступок курсанта Иванова послужил причиной того, что его фотографии были размещены в газетах, и это впоследствии позволило ему найти родителей.
Сразу после аварии на месте схода автобуса с дороги были установлены ограждения.
После катастрофы была изменена транспортная сеть Мамонтовки и Акулово, в частности, из московских таксопарков были переданы 4 списанных «Победы», которые через некоторое время были заменены на РАФ-2203.

## Память
Сведения о катастрофе в средствах массой информации практически не появлялись. В газете «Комсомольская правда» от 18 июня, на следующий день после трагедии, содержалось лишь краткое сообщение:
«В поселке Мамонтовка произошел трагичный случай с автобусом, имеются жертвы.»
Жители Мамонтовки собрали деньги, изначально предназначавшиеся для установки мемориала памяти погибшим, но в ноябре 1967 года на эти средства был установлен памятник жертвам Великой Отечественной войны.
17 июня 2015 года, в 49-ю годовщину аварии, протоиерей Андрей Дударев отслужил панихиду неподалёку от места происшествия. На месте схода автобуса в пруд была установлена временная информационная табличка. Было объявлено о решении увековечить память жертв к 50-летию катастрофы.
17 июня 2016 года на месте трагедии был установлен памятный знак с указанием имён погибших.

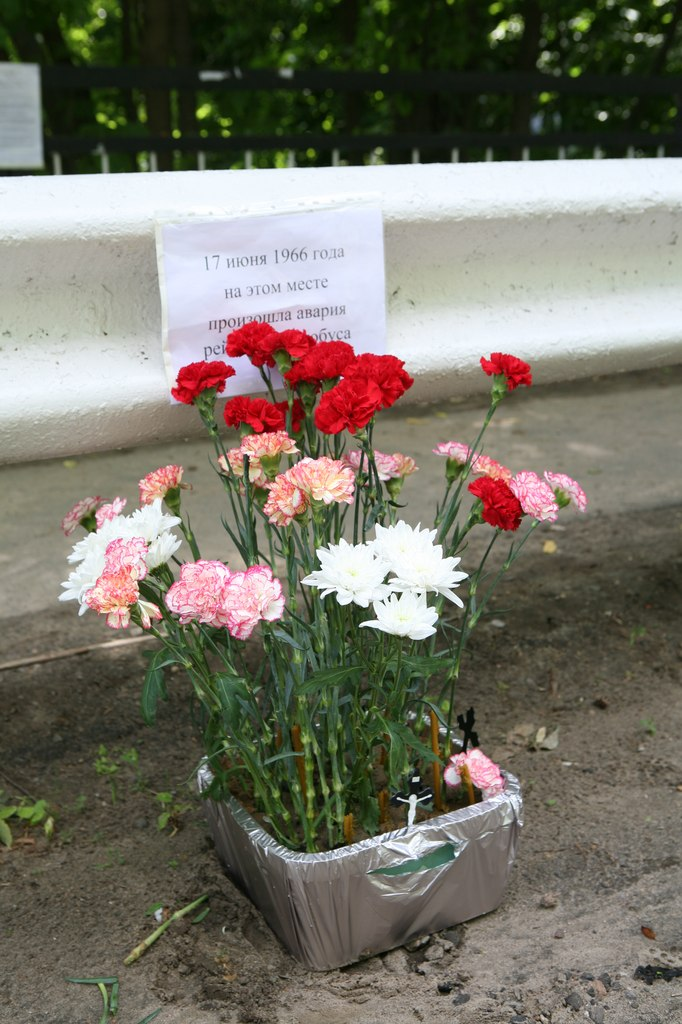
Временная информационная табличка об аварии

## Свидетельства и комментарии очевидцев
Выезжавший на место шеф-куратор ГАИ по Москве и Подмосковью Сергей Гороховский в поздних интервью называл автокатастрофу в Мамонтовке самой страшной из тех, что ему приходилось видеть.
А. А. Быков, сын погибшего в катастрофе строителя А. П. Быкова:

«… Отец был затоптанный весь. Я еле узнал его и то по золотым зубам. Хоронили 3 дня в Мамонтовке. Сначала мобилизовали рабочих с завода № 28 в цетре Мамонтовки, но они не успевали могилы рыть … 3 дня шла непрерывная процессия от станции до <кладбища>…»

М. П. Юкляев, учитель:

«… Пришёл на остановку, там очень много было народу, ехали все служащие. Автобус пришёл с Акулово и уже был почти заполнен… И когда уже двери стали закрываться, а я находился в автобусе, вдруг кто-то сказал, мол, а что же мы жмёмся, следующий автобус короткий и пойдёт только до станции, следом, через 5-10 минут. И я подумал, действительно, зачем я теснюсь… Я вышел, и со мной ещё одна женщина.
Следующий автобус подошёл уже свободный. Мы сели. Приезжаем на остановку, ту, что рядом с прудом, смотрим — народу человек десять собралось. Мы заинтересовались, что же они там делают. Я вышел, подошел к ним и смотрю: из пруда торчат колеса, одна пара и вторая. Я спрашиваю, что случилось: все ахают, охают — автобус перевернулся
…
В этом автобусе семьями некоторые ехали, офицер милиции вёз в садик двух близнецов, своих сыновей, в руках он их сжал так, что не могли потом разъединить. Как он застыл с ними, так их в одну могилу и положили. Страх был…
Потом часа через два пригласили директора школы для опознания. Он съездил и описал картину, какая была в больнице. Их привезли, погрузили, а ил, грязь, пруд нечищеный — трупы были все, конечно, в грязи. Их шлангом обмыли на территории, во дворе, потом сложили всех в коридоре, рядом, приготовили к опознанию, и он опознал наших двух человек: это Ведерников — ученик, который ехал сдавать экзамен, на который и я ехал, и наша зам по учебной части Вера Николаевна Журавлёва. Из нашего дома погибло восемь человек. Мамонтовка стонала, почти из каждого дома кто-то погиб. Это ужас был. У меня ещё был знакомый заведующий аптекой, у него жена там погибла, он остался один с сыном, сыну был годик, очень он переживал…»

## Список пострадавших
| Погибшие 1. Аникеев Дмитрий Николаевич 2. Анфисов Алевтин Борисович 3. Астахов Виктор Иванович 4. Бабин Владимир Вячеславович 5. Бабин Вячеслав Сергеевич 6. Бартенев Иван Михайлович 7. Басова Глафира Ивановна 8. Бацин Александр Григорьевич 9. Буянова Валентина Николаевна 10. Быков Александр Петрович 11. Ведерников Сергей Михайлович 12. Воренов Гавриил Васильевич 13. Доценко Зинаида Кондратьевна 14. Дроган Елена Михайловна 15. Егоров Александр Савельевич 16. Ещенко Надежда Тихоновна 17. Жукова Дарья Родионовна 18. Журавлёва Вера Николаевна 19. Задоркин Владимир Петрович 20. Зизин Николай Павлович 21. Ишмаев Анатолий Валентинович 22. К… Лариса Александровна 23. Камкова Валентина Сергеевна 24. Каштанова Антонина Степановна 25. Коримога Клара Керимовна 26. Костовецкая Людмила Самуиловна 27. Кузнецов Василий Иванович 28. Кузнецова Екатерина Ивановна 29. Кузьмина Марина Викторовна 30. Левина Берта Эммануиловна 31. Лебедев Владимир Максимович 32. Логвиненко Геннадий Петрович 33. Лукашенко Юлия Николаевна 34. Максимова Валентина Григорьевна 35. Мамченко Всеволод Гаврилович 36. Минаева Евдокия Ильинична 37. Михалева Инна Владимировна 38. Михалева Ольга Николаевна 39. Моисеев Петр Иванович 40. Моисеева Елена Петровна 41. Момист Михаил Антонович 42. Мухтасинова Ирада Мубиновна 43. Назин Борис Сергеевич 44. Назин Сергей Иванович 45. Натяжкин Сергей Иванович 46. Неугомонова Татьяна Сергеева 47. Нисенгольц Леонид Исаакович 48. Оськина Вера Ивановна 49. Перов Константин Яковлевич 50. Пронин Василий Павлович 51. Ревякина Мария Ивановна 52. Рефурова Айше Бадердиновна 53. Рышков Владимир Александрович 54. Савеличева Вера Васильевна 55. Самохвалова Мария Ивановна 56. Снегирёва Александра Владимировна 57. Тараканова Евдокия Дмитриевна 58. Тарасова Нина Дмитриевна 59. Тимошкин Лев Захарович 60. Тихомиров Виктор Александрович 61. Тихомирова Лидия Александровна 62. Тутушкин Александр Романович 63. Филатова Галина Георгиевна 64. Фищенко Кузьма Кузьмич 65. Фомичева Марина Тихоновна 66. Ханова Матрена Григорьевна 67. Царукаев Владимир Георгиевич 68. Цирлина Оксана Семеновна 69. Черков Вячеслав Степанович 70. Чесноков Владимир Васильевич 71. Чечина Мария Яковлевна 72. Шахов Александр Александрович 73. Юматов Василий Михайлович 74. Янголь Михаил Алексеевич | Выжившие 1. Абрамова Ольга Алексеевна 2. Аведян Ваган Аванесович 3. Беляев Александр Александрович 4. Калестратова Клавдия Яковлевна 5. Ляшенко Фёкла Никифоровна 6. Очинникова Анна Григорьевна 7. Соколова Нина Васильевна 8. Столбова Ульяна Степановна 9. Тимошенко Анатолий Парфирьевич 10. Уткин Игорь Оскарович 11. Цыпкова Надежда Алексеевна 12. Шехтер Михаил Маркович 13. Ширкович Зинаида Михайловна 14. Возяков Алексей Николаевич (водитель) |